# Seznam ocenění a nominací filmu Dunkerk
Toto je seznam ocenění a nominací filmu Dunkerk. Koprodukční válečný film Dunkerk režiséra Christophera Nolana byl do amerických kin uveden 21. července 2017.

## Ocenění a nominace
| Ocenění                                       | Datum ceremoniálu  | Kategorie                                                 | Nominovaný                                                    | Výsledek  |
| --------------------------------------------- | ------------------ | --------------------------------------------------------- | ------------------------------------------------------------- | --------- |
| AACTA International Awards                    | 5. ledna 2018      | Nejlepší film (mezinárodní)                               | Dunkerk                                                       | nominace  |
| AACTA International Awards                    | 5. ledna 2018      | Nejlepší režie (mezinárodní)                              | Christopher Nolan                                             | vítězství |
| AACTA International Awards                    | 5. ledna 2018      | Nejlepší scénář (mezinárodní)                             | Christopher Nolan                                             | nominace  |
| AACTA International Awards                    | 5. ledna 2018      | Nejlepší mužský herecký výkon v hlavní roli (mezinárodní) | Tom Hardy                                                     | nominace  |
| Alliance of Women Film Journalists            | 9. ledna 2018      | Nejlepší režie                                            | Christopher Nolan                                             | nominace  |
| Alliance of Women Film Journalists            | 9. ledna 2018      | Nejlepší kamera                                           | Hoyte van Hoytema                                             | nominace  |
| Alliance of Women Film Journalists            | 9. ledna 2018      | Nejlepší střih                                            | Lee Smith                                                     | vítězství |
| American Cinema Editors                       | 26. ledna 2018     | Nejlepší střih – dramatický film                          | Lee Smith                                                     | vítězství |
| American Film Institute                       | 5. ledna 2018      | Nejlepších deset filmů roku 2017                          | Dunkerk                                                       | vítězství |
| Austin Film Critics Association               | 8. ledna 2018      | Nejlepších deset filmů roku 2017                          | Dunkerk                                                       | vítězství |
| Austin Film Critics Association               | 8. ledna 2018      | Nejlepší režie                                            | Christopher Nolan                                             | nominace  |
| Austin Film Critics Association               | 8. ledna 2018      | Nejlepší kamera                                           | Hoyte van Hoytema                                             | nominace  |
| Art Directors Guild                           | 27. ledna 2018     | Nejlepší výprava – historický film                        | Nathan Crowley                                                | nominace  |
| Atlanta Film Critics Circle                   | 10. prosince 2017  | Nejlepší režie                                            | Christopher Nolan                                             | vítězství |
| Atlanta Film Critics Circle                   | 10. prosince 2017  | Nejlepší kamera                                           | Hoyte van Hoytema                                             | vítězství |
| Austin Film Critics Association               | 8. ledna 2018      | Nejlepší režie                                            | Christopher Nolan                                             | nominace  |
| Austin Film Critics Association               | 8. ledna 2018      | Nejlepší kamera                                           | Hoyte van Hoytema                                             | nominace  |
| Austin Film Critics Association               | 8. ledna 2018      | Nejlepší původní hudba                                    | Hans Zimmer                                                   | nominace  |
| Austin Film Critics Association               | 8. ledna 2018      | Nejlepších deset filmů roku 2017                          | Dunkerk                                                       | 6. místo  |
| Boston Online Film Critics Association        | 9. prosince 2017   | Nejlepších deset filmů roku 2017                          | Dunkerk                                                       | 6. místo  |
| Boston Online Film Critics Association        | 9. prosince 2017   | Nejlepší střih                                            | Lee Smith                                                     | vítězství |
| Boston Society of Film Critics                | 10. prosince 2017  | Nejlepší kamera                                           | Hoyte van Hoytema                                             | vítězství |
| Casting Society of America                    | 18. ledna 2018     | Velkorozpočtový dramatický film                           | John Papsidera                                                | vítězství |
| Cena Grammy                                   | 28. ledna 2018     | Nejlepší soundtrack                                       | Dunkerk                                                       | nominace  |
| Cena národní společnosti filmových kritiků    | 6. ledna 2018      | Nejlepší kamera                                           | Hoyte van Hoytema                                             | 2. místo  |
| Central Ohio Film Critics Association         | 4. ledna 2018      | Nejlepších deset filmů roku 2017                          | Dunkerk                                                       | 9. místo  |
| Central Ohio Film Critics Association         | 4. ledna 2018      | Nejlepší režie                                            | Christopher Nolan                                             | nominace  |
| Central Ohio Film Critics Association         | 4. ledna 2018      | Nejlepší kamera                                           | Hoyte van Hoytema                                             | nominace  |
| Central Ohio Film Critics Association         | 4. ledna 2018      | Nejlepší střih                                            | Lee Smith                                                     | 2. místo  |
| Central Ohio Film Critics Association         | 4. ledna 2018      | Nejlepší hudba                                            | Hans Zimmer                                                   | nominace  |
| Critics' Choice Movie Awards                  | 11. ledna 2018     | Nejlepší film                                             | Dunkerk                                                       | nominace  |
| Critics' Choice Movie Awards                  | 11. ledna 2018     | Nejlepší obsazení                                         | Dunkerk                                                       | nominace  |
| Critics' Choice Movie Awards                  | 11. ledna 2018     | Nejlepší režie                                            | Christopher Nolan                                             | nominace  |
| Critics' Choice Movie Awards                  | 11. ledna 2018     | Nejlepší kamera                                           | Hoyte van Hoytema                                             | nominace  |
| Critics' Choice Movie Awards                  | 11. ledna 2018     | Nejlepší výprava                                          | Nathan Crowley, Gary Fettis                                   | nominace  |
| Critics' Choice Movie Awards                  | 11. ledna 2018     | Nejlepší střih                                            | Lee Smith                                                     | vítězství |
| Critics' Choice Movie Awards                  | 11. ledna 2018     | Nejlepší vizuální efekty                                  | Dunkerk                                                       | nominace  |
| Critics' Choice Movie Awards                  | 11. ledna 2018     | Nejlepší hudba                                            | Hans Zimmer                                                   | nominace  |
| Dallas–Fort Worth Film Critics Association    | 13. prosince 2017  | Nejlepších deset filmů roku 2017                          | Dunkerk                                                       | 6. místo  |
| Dallas–Fort Worth Film Critics Association    | 13. prosince 2017  | Nejlepší režie                                            | Christopher Nolan                                             | 3. místo  |
| Dallas–Fort Worth Film Critics Association    | 13. prosince 2017  | Nejlepší hudba                                            | Hans Zimmer                                                   | 2. místo  |
| Denver Film Critics Society                   | 15. ledna 2018     | Nejlepší film                                             | Dunkerk                                                       | nominace  |
| Denver Film Critics Society                   | 15. ledna 2018     | Nejlepší speciální efekty                                 | Scott Fisher a Andrew Jackson                                 | nominace  |
| Denver Film Critics Society                   | 15. ledna 2018     | Nejlepší hudba                                            | Hans Zimmer                                                   | vítězství |
| Denver Film Critics Society                   | 15. ledna 2018     | Nejlepší režie                                            | Christopher Nolan                                             | vítězství |
| Detroit Film Critics Society                  | 7. prosince 2017   | Nejlepší režie                                            | Christopher Nolan                                             | nominace  |
| Filmová cena Britské akademie                 | 18. února 2018     | Nejlepší film                                             | Dunkerk                                                       | nominace  |
| Filmová cena Britské akademie                 | 18. února 2018     | Nejlepší režie                                            | Christopher Nolan                                             | nominace  |
| Filmová cena Britské akademie                 | 18. února 2018     | Nejlepší výprava                                          | Nathan Crowley a Gary Fettis                                  | nominace  |
| Filmová cena Britské akademie                 | 18. února 2018     | Nejlepší střih                                            | Lee Smith                                                     | nominace  |
| Filmová cena Britské akademie                 | 18. února 2018     | Nejlepší hudba                                            | Hans Zimmer                                                   | nominace  |
| Filmová cena Britské akademie                 | 18. února 2018     | Nejlepší zvuk                                             | Richard King, Gregg Landaker, Gary A. Rizzo a Mark Weingarten | vítězství |
| Filmová cena Britské akademie                 | 18. února 2018     | Nejlepší speciální efekty                                 | Scott Fisher a Andrew Jackson                                 | nominace  |
| Filmová cena Britské akademie                 | 18. února 2018     | Nejlepší kamera                                           | Hoyte van Hoytema                                             | nominace  |
| Florida Film Critics Circle                   | 23. prosince 2017  | Nejlepší film                                             | Dunkerk                                                       | vítězství |
| Florida Film Critics Circle                   | 23. prosince 2017  | Nejlepší režie                                            | Christopher Nolan                                             | vítězství |
| Florida Film Critics Circle                   | 23. prosince 2017  | Nejlepší obsazení                                         | Dunkerk                                                       | 2. místo  |
| Florida Film Critics Circle                   | 23. prosince 2017  | Nejlepší kamera                                           | Hoyte van Hoytema                                             | 2. místo  |
| Florida Film Critics Circle                   | 23. prosince 2017  | Nejlepší výprava                                          | Dunkerk                                                       | 2. místo  |
| Florida Film Critics Circle                   | 23. prosince 2017  | Nejlepší speciální efekty                                 | Dunkerk                                                       | nominace  |
| Florida Film Critics Circle                   | 23. prosince 2017  | Nejlepší hudba                                            | Dunkerk                                                       | 2. místo  |
| Chicago Film Critics Association              | 12. prosince 2017  | Nejlepší film                                             | Dunkerk                                                       | nominace  |
| Chicago Film Critics Association              | 12. prosince 2017  | Nejlepší režie                                            | Christopher Nolan                                             | vítězství |
| Chicago Film Critics Association              | 12. prosince 2017  | Nejlepší výprava                                          | Dunkerk                                                       | nominace  |
| Chicago Film Critics Association              | 12. prosince 2017  | Nejlepší střih                                            | Dunkerk                                                       | nominace  |
| Chicago Film Critics Association              | 12. prosince 2017  | Nejlepší hudba                                            | Dunkerk                                                       | nominace  |
| Chicago Film Critics Association              | 12. prosince 2017  | Nejlepší kamera                                           | Hoyte van Hoytema                                             | nominace  |
| Hollywoodská profesionální asociace           | 16. listopadu 2017 | Nejlepší střih – celovečerní film                         | Lee Smith                                                     | vítězství |
| Houston Film Critics Society                  | 6. ledna 2018      | Nejlepší film                                             | Dunkerk                                                       | nominace  |
| Houston Film Critics Society                  | 6. ledna 2018      | Nejlepší režie                                            | Christopher Nolan                                             | nominace  |
| Houston Film Critics Society                  | 6. ledna 2018      | Nejlepší kamera                                           | Hoyte van Hoytema                                             | nominace  |
| Houston Film Critics Society                  | 6. ledna 2018      | Nejlepší hudba                                            | Hans Zimmer                                                   | nominace  |
| Indiana Film Journalists Association          | 18. prosince 2017  | Nejlepší film                                             | Dunkerk                                                       | nominace  |
| IndieWire Critic's Poll                       | 19. prosince 2016  | Nejočekávanější film roku 2017                            | Dunkerk                                                       | nominace  |
| IndieWire Critic's Poll                       | 19. prosince 2017  | Nejlepší film                                             | Dunkerk                                                       | 2. místo  |
| IndieWire Critic's Poll                       | 19. prosince 2017  | Nejlepší kamera                                           | Hoyte van Hoytema                                             | 2. místo  |
| Iowa Film Critics Association                 | 9. ledna 2018      | Nejlepší film                                             | Dunkerk                                                       | nominace  |
| Iowa Film Critics Association                 | 9. ledna 2018      | Nejlepší režie                                            | Christopher Nolan                                             | nominace  |
| Las Vegas Film Critics Society                | 18. prosince 2017  | Nejlepší film                                             | Dunkerk                                                       | 6. místo  |
| Las Vegas Film Critics Society                | 18. prosince 2017  | Nejlepší režie                                            | Christopher Nolan                                             | 2. místo  |
| London Critics' Circle Film                   | 28. ledna 2018     | Nejlepší film                                             | Dunkerk                                                       | nominace  |
| London Critics' Circle Film                   | 28. ledna 2018     | Nejlepší britský/irský film                               | Dunkerk                                                       | vítězství |
| London Critics' Circle Film                   | 28. ledna 2018     | Nejlepší režie                                            | Christopher Nolan                                             | nominace  |
| London Critics' Circle Film                   | 28. ledna 2018     | Nejlepší britská/irská mladá herečka/mladý herec          | Fionn Whitehead                                               | nominace  |
| Los Angeles Film Critics Association          | 13. ledna 2018     | Nejlepší střih                                            | Lee Smith                                                     | vítězství |
| Los Angeles Online Film Critics Society       | 3. ledna 2018      | Nejlepší režie                                            | Christopher Nolan                                             | nominace  |
| Los Angeles Online Film Critics Society       | 3. ledna 2018      | Nejlepší střih                                            | Lee Smith                                                     | nominace  |
| Los Angeles Online Film Critics Society       | 3. ledna 2018      | Nejlepší původní hudba                                    | Dunkerk                                                       | nominace  |
| Los Angeles Online Film Critics Society       | 3. ledna 2018      | Nejlepší práce kaskadérů                                  | Dunkerk                                                       | nominace  |
| Los Angeles Online Film Critics Society       | 3. ledna 2018      | Nejlepší akční/válečný film                               | Dunkerk                                                       | nominace  |
| Los Angeles Online Film Critics Society       | 3. ledna 2018      | Nejlepší trhák                                            | Dunkerk                                                       | nominace  |
| Los Angeles Online Film Critics Society       | 3. ledna 2018      | Nejlepší kamera                                           | Hoyte van Hoytema                                             | nominace  |
| Los Angeles Online Film Critics Society       | 3. ledna 2018      | Nejlepší vizuální efekty                                  | Dunkerk                                                       | nominace  |
| National Board of Review                      | 9. ledna 2018      | Nejlepších deset filmů roku 2017                          | Dunkerk                                                       | vítězství |
| New York Film Critics Online                  | 10. prosince 2017  | Nejlepších deset filmů roku 2017                          | Dunkerk                                                       | vítězství |
| North Carolina Film Critics Association       | 2. ledna 2018      | Nejlepší režie                                            | Christopher Nolan                                             | nominace  |
| North Carolina Film Critics Association       | 2. ledna 2018      | Nejlepší kamera                                           | Hoyte van Hoytema                                             | nominace  |
| North Carolina Film Critics Association       | 2. ledna 2018      | Nejlepší vizuální efekty                                  | Dunkerk                                                       | nominace  |
| North Carolina Film Critics Association       | 2. ledna 2018      | Nejlepší výprava                                          | Dunkerk                                                       | nominace  |
| North Carolina Film Critics Association       | 2. ledna 2018      | Nejlepší skladatel                                        | Hans Zimmer                                                   | nominace  |
| North Texas Film Critics Association          | 12. ledna 2018     | Nejlepší film                                             | Dunkerk                                                       | nominace  |
| North Texas Film Critics Association          | 12. ledna 2018     | Nejlepší režie                                            | Christopher Nolan                                             | nominace  |
| North Texas Film Critics Association          | 12. ledna 2018     | Nejlepší mužský herecký výkon ve vedlejší roli            | Mark Rylance                                                  | nominace  |
| North Texas Film Critics Association          | 12. ledna 2018     | Nejlepší kamera                                           | Hoyte van Hoytema                                             | nominace  |
| Online Film Critics Society                   | 28. prosince 2017  | Nejlepší film                                             | Dunkerk                                                       | nominace  |
| Online Film Critics Society                   | 28. prosince 2017  | Nejlepší režie                                            | Christopher Nolan                                             | vítězství |
| Online Film Critics Society                   | 28. prosince 2017  | Nejlepší střih                                            | Lee Smith                                                     | vítězství |
| Online Film Critics Society                   | 28. prosince 2017  | Nejlepší kamera                                           | Hoyte van Hoytema                                             | nominace  |
| Oscar                                         | 4. března 2018     | Nejlepší film                                             | Dunkerk                                                       | nominace  |
| Oscar                                         | 4. března 2018     | Nejlepší režie                                            | Christopher Nolan                                             | nominace  |
| Oscar                                         | 4. března 2018     | Nejlepší kamera                                           | Hoyte van Hoytema                                             | nominace  |
| Oscar                                         | 4. března 2018     | Nejlepší zvuk                                             | Gregg Landaker, Gary Rizzo, Mark Weingarten                   | vítězství |
| Oscar                                         | 4. března 2018     | Nejlepší střih zvuku                                      | Richard King, Alex Gibson                                     | vítězství |
| Oscar                                         | 4. března 2018     | Nejlepší střih                                            | Lee Smith                                                     | vítězství |
| Oscar                                         | 4. března 2018     | Nejlepší výprava                                          | Nathan Crowley, Gary Fettis                                   | nominace  |
| Oscar                                         | 4. března 2018     | Nejlepší skladatel                                        | Hans Zimmer                                                   | nominace  |
| Phoenix Critics Circle                        | 16. prosince 2017  | Nejlepší film                                             | Dunkerk                                                       | nominace  |
| Phoenix Critics Circle                        | 16. prosince 2017  | Nejlepší režie                                            | Christopher Nolan                                             | vítězství |
| Phoenix Critics Circle                        | 16. prosince 2017  | Nejlepší kamera                                           | Hoyte van Hoytema                                             | nominace  |
| Phoenix Film Critics Society                  | 19. prosince 2017  | Nejlepší film                                             | Dunkerk                                                       | nominace  |
| Phoenix Film Critics Society                  | 19. prosince 2017  | Nejlepší režie                                            | Christopher Nolan                                             | nominace  |
| Phoenix Film Critics Society                  | 19. prosince 2017  | Nejlepší obsazení                                         | Dunkerk                                                       | nominace  |
| Phoenix Film Critics Society                  | 19. prosince 2017  | Nejlepší původní hudba                                    | Dunkerk                                                       | nominace  |
| Phoenix Film Critics Society                  | 19. prosince 2017  | Nejlepší kamera                                           | Dunkerk                                                       | nominace  |
| Phoenix Film Critics Society                  | 19. prosince 2017  | Nejlepší střih                                            | Dunkerk                                                       | vítězství |
| Phoenix Film Critics Society                  | 19. prosince 2017  | Nejlepší výprava                                          | Dunkerk                                                       | nominace  |
| Phoenix Film Critics Society                  | 19. prosince 2017  | Nejlepší vizuální efekty                                  | Dunkerk                                                       | nominace  |
| Producers Guild of America Awards             | 20. ledna 2018     | Nejlepší producenti – film                                | Emma Thomas a Christopher Nolan                               | nominace  |
| San Diego Film Critics Society                | 11. prosince 2017  | Nejlepší film                                             | Dunkerk                                                       | nominace  |
| San Diego Film Critics Society                | 11. prosince 2017  | Nejlepší režie                                            | Christopher Nolan                                             | 2. místo  |
| San Diego Film Critics Society                | 11. prosince 2017  | Nejlepší původní scénář                                   | Christopher Nolan                                             | nominace  |
| San Diego Film Critics Society                | 11. prosince 2017  | Nejlepší střih                                            | Lee Smith                                                     | 2. místo  |
| San Diego Film Critics Society                | 11. prosince 2017  | Nejlepší kamera                                           | Hoyte van Hoytema                                             | vítězství |
| San Diego Film Critics Society                | 11. prosince 2017  | Nejlepší výprava                                          | Nathan Crowley                                                | nominace  |
| San Diego Film Critics Society                | 11. prosince 2017  | Nejlepší vizuální efekty                                  | Dunkerk                                                       | 2. místo  |
| San Diego Film Critics Society                | 11. prosince 2017  | Nejlepší použití hudby                                    | Dunkerk                                                       | nominace  |
| San Francisco Film Critics Circle             | 10. prosince 2017  | Nejlepší režie                                            | Christopher Nolan                                             | nominace  |
| San Francisco Film Critics Circle             | 10. prosince 2017  | Nejlepší kamera                                           | Hoyte van Hoytema                                             | nominace  |
| San Francisco Film Critics Circle             | 10. prosince 2017  | Nejlepší výprava                                          | Nathan Crowley                                                | nominace  |
| San Francisco Film Critics Circle             | 10. prosince 2017  | Nejlepší střih                                            | Lee Smith                                                     | nominace  |
| San Francisco Film Critics Circle             | 10. prosince 2017  | Nejlepší původní hudba                                    | Hans Zimmer                                                   | nominace  |
| Satellite Awards                              | 10. února 2018     | Nejlepší film                                             | Dunkerk                                                       | nominace  |
| Satellite Awards                              | 10. února 2018     | Nejlepší režie                                            | Christopher Nolan                                             | nominace  |
| Satellite Awards                              | 10. února 2018     | Nejlepší původní scénář                                   | Christopher Nolan                                             | nominace  |
| Satellite Awards                              | 10. února 2018     | Nejlepší mužský herecký výkon ve vedlejší roli            | Mark Rylance                                                  | nominace  |
| Satellite Awards                              | 10. února 2018     | Nejlepší kamera                                           | Hoyte van Hoytema                                             | nominace  |
| Satellite Awards                              | 10. února 2018     | Nejlepší původní hudba                                    | Hans Zimmer                                                   | nominace  |
| Satellite Awards                              | 10. února 2018     | Nejlepší střih                                            | Lee Smith                                                     | nominace  |
| Satellite Awards                              | 10. února 2018     | Nejlepší kostýmy                                          | Jeffrey Kurland                                               | nominace  |
| Satellite Awards                              | 10. února 2018     | Nejlepší vizuální efekty                                  | Dunkerk                                                       | nominace  |
| Satellite Awards                              | 10. února 2018     | Nejlepší výprava                                          | Dunkerk                                                       | nominace  |
| Satellite Awards                              | 10. února 2018     | Nejlepší zvuk (střih a mix)                               | Dunkerk                                                       | vítězství |
| Seattle Film Critics Society                  | 18. prosince 2017  | Film roku 2017                                            | Dunkerk                                                       | nominace  |
| Seattle Film Critics Society                  | 18. prosince 2017  | Nejlepší režie                                            | Christopher Nolan                                             | vítězství |
| Seattle Film Critics Society                  | 18. prosince 2017  | Nejlepší kamera                                           | Hoyte van Hoytema                                             | nominace  |
| Seattle Film Critics Society                  | 18. prosince 2017  | Nejlepší střih                                            | Lee Smith                                                     | vítězství |
| Seattle Film Critics Society                  | 18. prosince 2017  | Nejlepší původní hudba                                    | Hans Zimmer                                                   | nominace  |
| Seattle Film Critics Society                  | 18. prosince 2017  | Nejlepší výprava                                          | Nathan Crowley, Gary Fettis                                   | nominace  |
| Seattle Film Critics Society                  | 18. prosince 2017  | Nejlepší vizuální efekty                                  | Dunkerk                                                       | nominace  |
| Screen Actors Guild Awards                    | 21. ledna 2018     | Nejlepší výkon kaskaderského souboru ve filmu             | Dunkerk                                                       | nominace  |
| Southeastern Film Critics Association         | 18. prosince 2017  | Nejlepší film                                             | Dunkerk                                                       | 3. místo  |
| Southeastern Film Critics Association         | 18. prosince 2017  | Nejlepší režie                                            | Christopher Nolan                                             | 3. místo  |
| Southeastern Film Critics Association         | 18. prosince 2017  | Nejlepší kamera                                           | Hoyte van Hoytema                                             | vítězství |
| St. Louis Film Critics Association            | 17. prosince 2017  | Nejlepší kamera                                           | Dunkerk                                                       | 2. místo  |
| St. Louis Film Critics Association            | 17. prosince 2017  | Nejlepší střih                                            | Dunkerk                                                       | 2. místo  |
| St. Louis Film Critics Association            | 17. prosince 2017  | Nejlepší vizuální efekty                                  | Dunkerk                                                       | 2. místo  |
| St. Louis Film Critics Association            | 17. prosince 2017  | Nejlepší výprava                                          | Dunkerk                                                       | nominace  |
| St. Louis Film Critics Association            | 17. prosince 2017  | Nejlepší původní hudba                                    | Dunkerk                                                       | nominace  |
| Utah Film Critics Association                 | 17. prosince 2017  | Nejlepší film                                             | Dunkerk                                                       | 2. místo  |
| Utah Film Critics Association                 | 17. prosince 2017  | Nejlepší režie                                            | Christopher Nolan                                             | vítězství |
| Utah Film Critics Association                 | 17. prosince 2017  | Nejlepší kamera                                           | Hoyte van Hoytema                                             | 2. místo  |
| Vancouver Film Critics Circle                 | 18. prosince 2017  | Nejlepší film                                             | Dunkerk                                                       | nominace  |
| Vancouver Film Critics Circle                 | 18. prosince 2017  | Nejlepší režie                                            | Christopher Nolan                                             | nominace  |
| Washington D.C. Area Film Critics Association | 8. prosince 2017   | Nejlepší film                                             | Dunkerk                                                       | nominace  |
| Washington D.C. Area Film Critics Association | 8. prosince 2017   | Nejlepší režie                                            | Christopher Nolan                                             | vítězství |
| Washington D.C. Area Film Critics Association | 8. prosince 2017   | Nejlepší obsazení                                         | Dunkerk                                                       | nominace  |
| Washington D.C. Area Film Critics Association | 8. prosince 2017   | Nejlepší výprava                                          | Nathan Crowley, Gary Fettis                                   | nominace  |
| Washington D.C. Area Film Critics Association | 8. prosince 2017   | Nejlepší kamera                                           | Hoyte van Hoytema                                             | nominace  |
| Washington D.C. Area Film Critics Association | 8. prosince 2017   | Nejlepší střih                                            | Lee Smith                                                     | nominace  |
| Washington D.C. Area Film Critics Association | 8. prosince 2017   | Nejlepší původní hudba                                    | Hans Zimmer                                                   | nominace  |
| Zlatý glóbus                                  | 7. ledna 2018      | Nejlepší film – drama                                     | Dunkerk                                                       | nominace  |
| Zlatý glóbus                                  | 7. ledna 2018      | Nejlepší režie                                            | Christopher Nolan                                             | nominace  |
| Zlatý glóbus                                  | 7. ledna 2018      | Nejlepší původní hudba                                    | Dunkerk                                                       | nominace  |